# Kaliforniai szardella
A kaliforniai szardella (Engraulis mordax) a sugarasúszójú halak (Actinopterygii) osztályának heringalakúak (Clupeiformes) rendjébe, ezen belül a szardellafélék (Engraulidae) családjába tartozó faj.

## Előfordulása
A kaliforniai szardella elterjedési területe a Csendes-óceán északkeleti része, Vancouvertől a mexikói Alsó-Kaliforniáig.

## Alfajai
- Engraulis mordax mordax - Brit Columbia - Alsó-Kalifornia között
- Engraulis mordax nanus - a Kaliforniai-öbölben

## Megjelenése
Ez a halfaj általában 15 centiméter hosszú, de akár 24,8 centiméteres is lehet. Testtömege, legfeljebb 68 gramm. A fiatal példánynak ezüstös sáv van az oldalán, amely az idősebb korra eltűnik.

## Életmódja
Nyílt tengeri hal, amely a szárazföldtől 30-480 kilométeres távolságban található meg. Legfeljebb 300 méter mélyre is merülhet, de általában csak 219 méterre úszik le. Nagy, tömött rajokban úszik és táplálkozik. Tápláléka krillek és ráklárvák.
Legfeljebb 7 évig él.

## Felhasználása
A kaliforniai szardellának, ipari mértékű halászata folyik. E halat főleg csaléteknek használják, de konzervet is készítenek belőle.